# Neuwald (Kreis Heiligenbeil)
Neuwald ist eine Wüstung im Kreis Heiligenbeil in Ostpreußen. Die frühere Ortsstelle befindet sich heute im Stadtkreis Mamonowo (Heiligenbeil) in der russischen Oblast Kaliningrad (Gebiet Königsberg (Preußen)).

## Geographische Lage
Die Ortsstelle Neuwalds liegt im südlichen Westen der Oblast Kaliningrad, sieben Kilometer nordöstlich der einstigen Kreisstadt und heutigen Rajonshauptstadt Heiligenbeil (russisch Mamonowo).

## Geschichte
Die Historie Neuwalds ist nur wenig belegt. Als ein mittlerer Hof gehörte Neuwald lange Zeit zur Gemeinde Grünwalde (russisch Lipowka) im Kreis Heiligenbeil innerhalb des Regierungsbezirks Königsberg der preußischen Provinz Ostpreußen. Im Jahre 1905 zählte das Etablissement Neuwald – bereits im Stadtgebiet Heiligenbeil gelegen – 23 Einwohner.
Am 1. April 1938 schließlich wurden Teile der Gemarkung Grünwalde sowie Neuwald in die Stadt Heiligenbeil eingegliedert.
1945 kam Neuwald in Kriegsfolge mit dem gesamten nördlichen Ostpreußen zur Sowjetunion. Danach taucht der Name nicht wieder auf. Der Ort gilt offiziell als untergegangen. Seine Ortsstelle gehört jetzt zum Stadtkreis Mamonowo (nicht zum Stadtgebiet Mamonowo!) in der Oblast Kaliningrad der Russischen Föderation.

## Religion
Sowohl evangelischerseits als auch römisch-katholischerseits war Neuwald bis 1945 in die Stadt Heiligenbeil eingepfarrt.

## Verkehr
Von Bogdanowka (Jürkendorf) besteht eine Landwegverbindung zur Ortsstelle von Neuwald.